# Amblyraja badia
Amblyraja badia е вид хрущялна риба от семейство Морски лисици (Rajidae). Видът е незастрашен от изчезване.

## Разпространение и местообитание
Разпространен е в Канада (Британска Колумбия и Юкон), Мексико, Панама и САЩ.
Среща се на дълбочина от 1061 до 2322 m, при температура на водата от 1,8 до 5,2 °C и соленост 34,5 – 34,6 ‰.

## Описание
На дължина достигат до 1 m.